# Brown's Hotel
Brown's Hotel est un hôtel londonien situé dans le quartier de Mayfair, au n° 33 de Albemarle Street. Fondé en 1833, il est membre des Leading Hotels of the World, et appartient, depuis 2003, au groupe Rocco Forte Hotels.

## Histoire
L'hôtel ouvre ses portes en 1837, et est constitué d'une enfilade de demeures géorgiennes en stuc blanc. 
L'hôtel est passé sous la direction de Rocco Forte Hotels le 3 juillet 2003, après avoir été exploité par Raffles International Hotels. 
Il a récemment été rénové par les architectes d’intérieur Olga Polizzi et Inge Moor et, après plusieurs mois de travaux, a rouvert ses portes le 9 avril 2018.

## Clients célèbres
Il a compté parmi ses clients les écrivains Robert Louis Stevenson, Oscar Wilde, Bram Stoker, Rudyard Kipling (qui y écrivit Le Livre de la Jungle), Arthur Conan Doyle, Agatha Christie et Stephen King. L'hôtel a également accueilli l’inventeur du téléphone Alexander Graham Bell, qui y a passé le premier appel téléphonique en Europe, l’homme d’État américain Theodore Roosevelt, l’empereur Napoléon III, l'impératrice Eugénie, la reine des Belges Élisabeth, l’homme d’affaires Cecil Rhodes...  

## Sources
- (en) Cet article est partiellement ou en totalité issu de l’article de Wikipédia en anglais intitulé « Brown's Hotel » (voir la liste des auteurs).